# Frigitilla
Frigitilla (лат.) — род ос-немок (бархатных муравьёв) из подсемейства Sphaeropthalminae (триба Dasymutillini). Эндемик Южной Америки.

## Распространение
Южная Америка: Боливия, Бразилия, Панама, Перу.

## Описание
Основная окраска тела красновато-коричневая до чёрного у самок (на втором тергите брюшка два оранжевых пятна) и чёрная у самцов. Длина тела: бескрылые самки от 3,7 до 7,2 мм; крылатые самцы — от 9 до 11. Имеют 6-члениковые нижнечелюстные и 4-члениковые нижнегубные щупики. Формула шпор: 1-2-2. Тергит T6 фактически не имеет пигидиальной пластинки как таковой, а является более или менее равномерно выпуклой и довольно гладкой медиально с одним или двумя продольными килями, приближающимися к заднему краю, но не достигающими его; у F. simulatrix с несколькими более слабыми диагональными килями, соединяющимися с продольным килем в передней части. Есть наличие брахиплумозных прямых волосков на мезосоме и метасоме. Но они отличаются от брахиплумозных волосков, встречающихся у многих других Sphaeropthalminae, тем, что их колючки очень короткие, немногочисленные и широко расставлены (и очень часто отсутствуют, так что волоски кажутся простыми), а вершина волосков часто слегка расширена и остро выемчата (образуя слегка вильчатый кончик). Кроме того, в дополнение к характерной широкой дугообразной скутеллярной чешуе у обеих известных самок имеется зубовидный выступ перед чешуёй (хотя он довольно мал у F. simulatrix и малозаметен). Однако, некоторые самки Traumatomutilla André, 1901 имеют апикально вильчатые прямые простые волоски и/или короткие поперечные гребни перед короткой скутеллярной чешуёй, и поэтому существенно отличаются только наличием плоской пигидиальной пластинки, хорошо ограниченной латерально килем, который достигает апикального края.
Среди хозяев отмечены мелкие осы рода Trypoxylon: Trypoxylon (Trypargilum) nitidum F. Smith, T. (Trypargilum) rogenhoferi Kohl и T. (Trypargilum) lactitarse de Saussure (Hymenoptera, Crabronidae).

## Классификация
Род был впервые выделен в 2015 году на основании типового вида, описанного в 1902 году под первоначальным названием Mutilla frigidula Cresson, 1902. В 1990 году этот вид перенесён в состав рода Tobantilla, а в 2015 году выделен в отдельный монотипический род Frigitilla. В 2016 году состав рода был расширен и добавлен вид Frigitilla panamensis Cambra, Brothers & Quintero, 2016 (описан по самкам из Панамы); также проведена синонимизация Frigitilla simulatrix (F. Smith, 1879), comb. nov. =Mutilla frigidula Cresson, 1902, syn. nov. и обозначен лектотип для Mutilla simulatrix F. Smith, 1879. В 2017 году была разработана новая классификация ос-немок, где Sphaeropthalminae включает две трибы Sphaeropthalmini и Dasymutillini, а род Frigitilla включен в последнюю.
- Frigitilla panamensis Cambra, Brothers & Quintero, 2016
- Frigitilla simulatrix (F. Smith, 1879)